# کروشه پواسون

سیمون دنی پواسون

در ریاضیات و مکانیک کلاسیک کروشهٔ پواسون (Poisson bracket) عمل‌گری عمده در مکانیک هامیلتونی است. کروشه پواسون همچنین ارتباط مستقیمی بین مکانیک کوانتوم و مکانیک کلاسیک برقرار می‌کنند.

## مختصات استاندارد
در مختصات ذاتی {\displaystyle (q_{i},p_{j})\!} بر روی فضای فاز، اجراء عمل دوتایی کروشهٔ پواسون، در مورد دو تابع مفروض {\displaystyle f(p_{i},q_{i},t)\!} و {\displaystyle g(p_{i},q_{i},t)\!} در فضای فاز و زمان، فرم زیر را به‌خود می‌گیرد: 
{\displaystyle \{f,g\}=\sum _{i=1}^{N}\left[{\frac {\partial f}{\partial q_{i}}}{\frac {\partial g}{\partial p_{i}}}-{\frac {\partial f}{\partial p_{i}}}{\frac {\partial g}{\partial q_{i}}}\right]}

## معادلات حرکت هامیلتون
معادلات ژاکوبی-هامیلتون را می‌توان بر حسب کروشهٔ پواسون به‌صورت معادل زیر هم بیان کرد. این موضوع را می‌شود به‌طور مستقیم در یک دستگاه مختصات عادی نشان داد. فرض می‌کنید {\displaystyle f(p,q,t)\!} تابعی است بر روی یک خمینه. آنگاه داریم:
{\displaystyle {\frac {\mathrm {d} }{\mathrm {d} t}}f(p,q,t)={\frac {\partial f}{\partial t}}+{\frac {\partial f}{\partial p}}{\frac {\mathrm {d} p}{\mathrm {d} t}}+{\frac {\partial f}{\partial q}}{\frac {\mathrm {d} q}{\mathrm {d} t}}}
چنانچه {\displaystyle p=p(t)\!} و {\displaystyle q=q(t)\!} را جواب‌های معادلات هامیلتون-ژاکوبی {\displaystyle {\dot {q}}={\partial H}/{\partial p}} و {\displaystyle {\dot {p}}=-{\partial H}/{\partial q}} در نظر بگیریم خواهیم داشت:
{\displaystyle {\frac {\mathrm {d} }{\mathrm {d} t}}f(p,q,t)={\frac {\partial f}{\partial t}}+{\frac {\partial f}{\partial q}}{\frac {\partial H}{\partial p}}-{\frac {\partial f}{\partial p}}{\frac {\partial H}{\partial q}}={\frac {\partial f}{\partial t}}+\{f,H\}}

## خواص و ویژگی‌های کروشه پواسون

### پاد متقارن بودن
{\displaystyle \{F,H\}=-\{H,F\}}
یک نتیجه سریع از این خاصیت آن است که {\displaystyle \{F,F\}=0} که برای هر تابعی برقرار است.

### خطی بودن
{\displaystyle \{F_{1}+F_{2},H\}=\{F_{1},H\}+\{F_{2},H\}}

### ثوابت حرکت
کروشهٔ پواسون قدرت واقعی خود را در یافتن ثابت‌های حرکت نشان می‌دهد. ثابت حرکت تابعی در فضای فاز است که به زمان وابستگی صریح ندارد،{\displaystyle F(q_{i},p_{i})}، و مقدارش برای هر ذره ای ثابت است. به بیان دیگر {\displaystyle F(q_{i},p_{i})} ثابت حرکت است اگر که {\displaystyle {\frac {dF}{dt}}=0} باشد. چون ما بیان کردیم که تابع {\displaystyle F} وابستگی صریح به زمان ندارد یعنی {\displaystyle {\frac {\partial F}{\partial t}}=0} است، پس این تعریف از ثابت حرکت به این معناست که:
{\displaystyle F} ثابت حرکت است اگر و تنها اگر برای تمام نقاط در فضای فاز داشته باشیم: {\displaystyle \{F,H\}=0}

## چند مثال از کاربرد براکت پواسون
ثابت‌های حرکت آشنا را می‌توان اکنون با توجه به این دستور العمل ساده دوباره بدست آورد:

### انرژی
دیدیم که به خاطر خاصیت پاد تقارنی براکت پواسون {\displaystyle \{H,H\}=0} . با استفاده از این ویژگی به این نتیجه می رسیم که:
{\displaystyle {\frac {dH}{dt}}={\frac {\partial H}{\partial t}}}
در حالتی که هامیلتونین وابستگی صریح به زمان نداشته باشد به این نتیجه می رسیم که هامیلتونین یک ثابت حرکت است. انرژی در صورتی پایسته می‌ماند که وابستگی صریح به زمان نداشته باشد.

### تکانه خطی
در حالتی که هامیلتونین شامل یک مختصه تعمیم یافته خاص، {\displaystyle q_{k}}، نباشد، با استفاده از تعریف فوق خواهیم داشت:
{\displaystyle \{p_{k},H\}=-{\frac {\partial H}{\partial q_{k}}}}
بنابراین {\displaystyle p_{k}} ثابت حرکت است. تکانه پایسته می‌ماند اگر مختصه تعمیم یافته متناظرش {\displaystyle q_{k}} در هامیلتونین ظاهر نشده باشد.